# Doha
Doha (arapski: الدوحة, latinično: Ad-Dawḥah ili Ad-Dōḥah) je glavni grad države Katara. Zemljopisni položaj mu je 25,3°sjeverne zemljopisne širine i 51,5333°istočne zemljopisne dužine.
Nalazi se na obali Perzijskog zaljeva. U gradskoj blizini je Međunarodna zračna luka Doha i veliki pogoni naftne i riboprerađivačke industrije. U Dohi se nalazi i Prosvjetni grad ("Education City"), područje grada Dohe namijenjeno istraživanju i prosvjeti. Broj stanovnika: 2,382,000 (popis 2018.)

## Povijest
1850., grad Doha je utemeljen pod imenom Al-Bida. 
1882, al Rayyan je sagradio tvrđavu Al Wajbah na jugozapadnom dijelu današnje Dohe. Iduće godine, Qassim (katarski šeik) je poveo katarsku vojsku u pobjedu nad Turcima, dotadašnjim gospodarima.
Grad je proglašen glavnim gradom britanskog protektorata Katara 1916., a kad je država stekla nezavisnost 1971., Doha je i ostala glavnim gradom.
1917. šeik Abdulla Bin Qassim Al-Thani je dao izgraditi tvrđavu Al Kout. Ista se nalazi u središtu Dohe.
1949., počelo se s istraživanjem nafte u Dohi i okolici.
Danas država kao cjelina proizvodi preko 800.000 barela nafte dnevno.
1969. otvorena je Vladina kuća. Danas se smatra jednom od najupečatljivijih katarskih znamenitosti.
1973. je otvoreno Katarsko sveučilište, a 1975. je otvoren Katarski narodni muzej u zgradi koja je izvorno bila vladarevom palačom 1912.
Danas satelitska televizija, arapska televizijska kuća Al Jazeera počela je odašiljati 1996., sa stožerom i središtem odašiljanja u Dohi.
Danas, šeik Hamad Bin Khalifa Al-Thani je vladajuća osoba u Dohi.

## Šport
Losail International Circuit je smješten tik izvan grada. Navedena lokacija je mjesto utrke Velika nagrada Dohe (Grand Prix of Doha).
Međunarodni športski događaji: 
- Prosinac 2006. - Azijske igre
- Od 27. rujna do 6. listopada 2019. - 17. svjetsko prvenstvo u atletici.
- Svjetsko prvenstvo u nogometu – Katar 2022.

## Klima
Budući se Doha nalazi na Bliskom istoku, klima je vruća i suha. Temperature prelaze 30° Celzijusovih od svibnja do rujna .
Tijekom ljetnih mjeseci, grad nema padalina, a tijekom ostalih mjeseci bude ispod 2 cm po metru četvornom.   Arhivirana inačica izvorne stranice od 4. lipnja 2011. (Wayback Machine)

## Obrazovanje
U gradu se nalazi Sveučilište u Kataru, kao i kampus poslovne škole HEC Paris.

## Galerija
- Niska nebodera u Dohi
- Veliko prodajno središte u Dohi
- Msheireb Doha
- Doha
- Doha

## Vanjske poveznice
- Community site run by residents of Doha, Qatar
- Katarski glavni portal
- Obavijesti i doška povijest
- 15. Azijske igre u Dohi 2006.
- Katarska povijest
- Katarske poveznice